# أناراخي
أناراخي (Αναρράχη) هي مدينة في كوزاني في مقاطعة فوريا إلادا في اليونان.
يبلغ عدد سكانها حوالي 1116 نسمة.